# Estadio Suppici
Das Estadio Suppici ist ein Stadion in der uruguayischen Stadt Colonia del Sacramento. Es fasst 12.000 Zuschauer und wird zurzeit hauptsächlich als Fußballstadion genutzt. 
Der Fußballverein Club Plaza Colonia de Deportes trägt hier seine Heimspiele aus.